# Pierre Tranquille Husnot
Pierre Tranquille Husnot est un botaniste français spécialiste des mousses, né le 21 avril 1840 à Cahan (Orne) où il est mort le 25 mai 1929.

## Biographie
Ingénieur agricole diplômé de l'École d'agriculture de Grignon, Tranquille Husnot, voyage en Europe, en Afrique et en Amérique et plus particulièrement aux Antilles et aux Iles Canaries, de 1862 à 1875. À son retour, il reprend la ferme familiale et devient le correspondant de nombreuses sociétés botaniques. En 1874, il fonde la Revue Bryologique dont il sera à la fois le rédacteur en chef,  le directeur et l'éditeur jusqu'à la fin de 1927. À partir de mars 1928, c'est Pierre Allorge, botaniste au Muséum d'histoire naturelle, qui reprendra la publication de la revue.
Il fut maire de Cahan de 1865 à sa mort.

## Œuvre
Il fait paraître Flore analytique et descriptive des Mousses du Nord-Ouest de la France en 1873 (prix Bouctot de l'Académie des sciences, belles-lettres et arts de Rouen), Muscologia Gallica, Flore analytique et descriptive des mousses de France et des contrées voisines qui paraît de 1884 à 1892 et est réédité en 1922, et Hepatologia Gallica, Flore analytique et descriptive des hépatiques de France et de Belgique paru de 1875 à 1881. De 1896 à 1899, il fait paraître Graminées. Descriptions, figures et usages des graminées spontanées et cultivées de France, Belgique, Îles Britanniques, Suisse. 

## Distinctions
- Lauréat du prix Bouctot décerné par l'Académie des Sciences, des Belles-Lettres et Arts de Rouen (1873)
- Lauréat du prix Desmazières décerné par l'Académie des Sciences pour ses travaux botaniques sur les cryptogames (1882)
- Lauréat du prix Gossier décerné par l'Académie des Sciences, des Belles-Lettres et Arts de Rouen pour son ouvrage Les Botanistes normands (1885)
- Lauréat du prix Montagne décerné par l'Académie des Sciences pour son ouvrage Muscologia Gallica (1894)
- Médaille de bronze décernée par la Société d'Agriculture de France pour son ouvrage Les prés et les herbages (1902)
- Lauréat du prix Houllevigne décerné par l'Académie des Sciences pour l'ensemble de ses travaux botaniques (1924).

- Chevalier de la Légion d'honneur au titre du Ministère de l'Intérieur (décret du 7 mars 1925).